# Чорний Ключ (Ульяновська область)
Чорний Ключ (рос. Чёрный Ключ) — селище в Базарносизганському районі Ульяновської області Російської Федерації.
Населення становить 118 осіб. Входить до складу муніципального утворення Должниковське сільське поселення.

## Історія
Від 2004 року входить до складу муніципального утворення Должниковське сільське поселення.

## Населення
| 2010 |
| ---- |
| 118  |